# Odontolabis dalmani
Espèce
Odontolabis dalmani est une espèce d'insectes coléoptères de la famille des Lucanidae, de la sous-famille des Lucaninae et du genre Odontolabis.

## Description
Il mesure entre 40 et 100 millimètres de long. Animal nocturne, il se nourrit de la sève des arbres et de fruits avariés. Sa longévité oscille entre 22 et 26 mois.

## Répartition
Il vit à Bornéo, Sumatra, Java et en Malaisie.

## Taxinomie

### Liste de sous-espèces
- Odontolabis dalmani bellicosa (Laporte de Castelnau, 1840)
- Odontolabis dalmani dalmani (Hope & Westwood, 1845)
- Odontolabis dalmani intermedia Van de Poll, 1889